# العلاج الأسري البنيوي
العلاج الأسري البنيوي هو طريقة للعلاج النفسي طوّرها سلفادور مينوتشين، تُعالج مشاكل الأداء داخل الأسرة، يسعى المعالجون البنيويون إلى الدخول، أو الانضمام إلى نظام الأسرة أثناء العلاج؛ بهدف فهم القواعد غير الواضحة التي تحكم أداءها، وتخطيط العلاقات بين أعضاء الأسرة، أو بين مجموعات فرعية منها، وفي النهاية التخلّص من العلاقات المختلة داخل الأسرة مما سيؤدي إلى استقرار ذو أنماط أكثر صحّة، يؤكد مينوتشن أن الإمراضية ليست في الفرد بحد ذاته، بل في نظام الأسرة.
لا يستخدم العلاج الأسري الهيكلي أنظمة خاصة من المصطلحات فقط، بل أيضًا وسائل لتصوير خصائص الأسرة الأساسية بشكل بياني، فهي تركز على بنية العائلة بما في ذلك البُنى الفرعية المختلفة، وفي هذا الصدد يتابع مينوتشن نظرية الأنظمة والتواصل، إذ تُعرّف البنى عنده بأنها تفاعلات بين الأنظمة المترابطة داخل الأسرة. إحدى الميّزات الأساسية للعلاج العائلي البنيوي هو أن المعالج يتدخّل بالفعل، أو ينضم إلى النظام الأسري كمُحفّز للتغييرات الإيجابية. ويكون الانضمام إلى العائلة هدف للمعالج/المعالجة في بداية العلاقة العلاجية مع العائلة.
يُعد العلاج البنيوي، والاستراتيجي من النماذج العلاجية الهامة، ويستخدم العديد من المعالجين هذه النماذج كقاعدة أساسية للعلاج، لكل نموذج طريقته الخاصة التي تُستخدم بأشكال مختلفة من أجل رسم تصوّرات للمشكلة، وتطوير خطط العلاج التي تدعم الأهداف العلاجية. بالإضافة لذلك تُعد خطط العلاج القائمة على النظرية مصدرًا لتطوير الأهداف، وخيارات العلاج من خلال تحديد المشكلة الموجودة، والتأثيرات الاجتماعية عليها. يستخدم كل من النموذجين أساليب متشابهة، ويحددان الأهداف ذات الطرق العلاجية المختلفة التي تبدأ ببناء علاقة بين المُعالج والمعالَج.

## أهدافها
الهدف من هذا النموذج هو منع تكرّر التسلسلات من خلال مقاطعة البنية الهرمية للأسرة، ويتضمن ذلك توزيع انتقال السلطة إلى الآخرين عن طريق تغيير نمط التفاعل بين الأفراد، على أي حال يعمل العلاج البنيوي على تغيير الخلل في البنية من خلال تعزيز نمو، والتشجيع على بناء دعم أُسري بين الأفراد. إضافة لذلك أهداف هيكلة الأسرة هي تغيير الديناميكيا الخاصة بها، وتوفير طرق بديلة جديدة في حل المشاكل، ومن أهم ما يجب التركيز عليه هو الأنظمة الفرعية التي تؤثر على طريقة تفاعل كل فرد مع الآخر. يحتاج أفراد الأسرة الذين لم يستطيعوا الوصول لحلول للمشاكل العائلية إلى تغيير في بنية الأسرة، وإدخال بعض التنظيم إليها، ويشمل ذلك إعادة تنظيم أو تغيير السلوكيات في الأسرة، عبر العمل مع كل فرد منها لإيجاد طرق بهدف تحسين التفاعل بين الجميع.
هدف مينوتشين هو تعزيز إعادة هيكلة نظام الأسرة على أسس أكثر صحيّة، ويحدث ذلك عبر الولوج إلى داخل الأنظمة الفرعية الأسرية المختلفة. لا يمكن إحداث تغيير علاجي ما لم تُعدّل بعض الأطر المرجعية الموجودة سابقًا، ومحاولة إدخال المرونة إلى العلاقات، وتطوير طرق جديدة للعلاج. ومن أجل تسريع هذا التغيير يتلاعب مينوتشين ببنية الجلسات العلاجية، وهيكلة الأنظمة الفرعية، عبر عزلهم عن باقي أفراد الأسرة، إما عبر وضع مسافات بين الأفراد، وتحديد المواقع (مواقع الجلوس) داخل الغرفة، أو عبر ترك أحد الأشخاص الذين ليسوا أعضاء في النظام الفرعي المطلوب للغرفة خارجها (لكن مع بقائه حاضرًا في الخلف يراقب من وراء مرآة من جهة واحدة)، غالبًا ما يكون الهدف من هذه التدخلات هو إحداث خلل توازن في نظام الأسرة من أجل مساعدتهم على رؤية أنماط خلل الأداء الموجود، وإبقائهم منفتحين لفكرة إعادة الهيكلة. ويعتقد مينوتشين أن التغيير يجب أن يكون تدريجيًا، ويُتخذ في خطوات سهلة حتى يكون مفيدًا، ودائمًا، بسبب ميل هذه البنى للاستدامة الذاتية، خاصة عند وجود ردود فعل سلبية، وغير متفاعلة، ويؤكد مينوتشين أن التغيير العلاجي قد يستمر إلى خارج حدود جلسة العلاج.
يستخدم مينوتشين عزل النظام الفرعي (تقنية الجلوس على الجهة الأخرى من المرآة) من أجل توجيه أفراد الأسرة الباقيين إلى الانتقال من كونهم مشاركين في الحالة، إلى مراقبين، ومقيّمين، ويفعل ذلك عبر الانضمام لهم في غرفة العرض، والإشارة إلى أنماط المعاملة التي تحدث على الجانب الآخر من المرآة.
بذلك يحدث التغيير في مستوى النظام الفرعي، ويُعتبر هذا التغيير نتيجة للتلاعبات من قبل معالج الأنظمة الفرعية، ويُحافظ عليه من خلال التغييرات الناتجة، وردود الفعل الإيجابية اللاحقة.

## التدخلات
يستخدم العلاج البنيوي الأسري الرسومات التخطيطية للأسرة من أجل الانضمام إلى، وفهم الجو العام للجلسات الأسرية، ويتعلّق ذلك بالقواعد الأساسية عند كل أسرة، وأنماطها، وهيكليتها. يصف مينوتشين ستة مجالات يجب مراقبتها في مجال هيكلة الأسرة، وتشمل هذه المجالات أنماط التعامل، والمرونة، والصدى، والسياق، ومرحلة تطور الأسرة، والقدرة على الحفاظ على التفاعلات بين أفراد الأسرة، وتجدر الإشارة إلى أنه تعتمد أساليب التدخّل على توجّهات نستدلّ عليها من الظواهر الموجودة، ويحدث ذلك عبر إعطاء مجموعة من التعليمات نؤكّد من خلالها على التواصل بين أفراد الأسرة، ومراقبتها.

## الأساس والافتراضات
يساعد العلاج الأسري البنيوي في تحديد التفاعلات بين أفراد الأسرة من خلال تحديد تنظيم تلك الأسرة، الافتراض الأساسي والقاعدة لهذا النموذج هو تحديد بنية الأسرة، وأنظمتها الفرعية التي تشكلت خلال مستويات السلطة، والحدود بين كل من الأفراد والأنظمة الفرعية، ويتضمن ذلك إيجاد نظام فرعي يطور حدودًا، من ثم البدء بتطوير أنماط للتواصل والتفاعل اليومي. يشير نيكول لبنية الأسرة بأنها إطار للتفاعلات المُنظّمة، والتي لها معنى.
يعتمد نموذج بنية الأسرة على التنظيم، والأنظمة الفرعية الموجودة. يتضمن ذلك التفاعلات بين الأفراد، مع تحديد الأدوار والتوقعات. سيبدأ أفراد الأسرة الذين يضعون القواعد في إدراك تأثير هذا التفاعل على أنماط التواصل. إذ يبدأ أفراد الأسرة بأداء أدوار محددة، وهذا يشمل مستوى السلطة، والحدود المنصوص عليها خلال تطوير بنية الأسرة. الهدف الرئيسي هو فهم كيف يمكن لأعضاء الأسرة أن يتعلموا حل المشكلات، وفهم أكبر للتفاعلات فيما بينهم.
في العلاج العائلي البنيوي تُعرف قواعد الأسرة على أنها مجموعة غير مرئية من المتطلبات الوظيفية التي تنظم باستمرار تفاعل الأسرة. تشمل القواعد المهمة التي يجب على المعالج دراستها كل من التحالفات، والحدود، والتسلسلات الهرمية للسلطة بين الأنظمة الفرعية.
وفقًا لما قاله مينوتشين، تكون الأسرة وظيفية أو مختلة وظيفيًا بحسب قدرتها على التكيف مع الضغوطات المختلفة، والتي بدورها تعتمد على وضوح وتناسب حدود أنظمتها الفرعية، وتتميز الأنظمة الفرعية للعائلة بتسلسل هرمي للسلطة، وعادة ما يكون النظام الفرعي الأبوي في المقدمة مقارنة بالنظام الفرعي للأبناء.
يستند العلاج الأسري البنيوي على نموذج مفصّل بوضوح، طُوّر، واستُخدم بشكل أساسي بهدف تقديم خدمات علاجية للأطفال، والعائلات، ففي العائلات الصحيّة تكون الحدود بين الأبوين والأبناء واضحة، مما يسمح للوالدين بالتفاعل مع درجة من السلطة في التفاوض بين بعضهم البعض حول طرق، وأهداف الوالدين. تُظهر الأسر المختلة وظيفيًا أنظمة فرعية مشوشة، وتسلسلات هرمية غير صحيحة للسلطة، كأن يأخذ الطفل الأكبر سنًا مكان الزوج الغائب جسديًا، أو عاطفيًا في النظام الفرعي الأبوي.

## الانتقادات
مثل أي نظرية تعرّض العلاج الأسري البنيوي أيضًا للكثير من الانتقادات، وكانت أحد الانتقادات الموجهة أن نظرية كهذه تركّز أكثر على قضايا توزيع السلطة بين الأجيال المختلفة، بدلًا من التركيز على قضايا السلطة التي تحدث بين العلاقات داخل الجيل الحالي، كسوء المعاملة بين الزوجين، إضافة إلى هذا النقد وُصف العلاج أيضًا بأنه لا يشمل سوى أفراد الأسرة الفعليين، ويتجاهل تفاعل عوامل أخرى كالعائلة الكبيرة (الأعمام والأخوال، والعمات، والخالات)، والمؤسسات الاجتماعية، والجيران، ويُعتبر النقد الأخير نقدًا محيرًا، لأن أحد الخصائص المميزة للعلاج الأسري البنيوي هو اهتمامها بالتأثير الذي تحدثه السياقات الاجتماعية، والمؤسسية على حياة الأُسر.